# Гаврилов, Илья Андреевич
Илья́ Андре́евич Гаври́лов (бел. Ілля Андрэевіч Гаўрылаў; 26 сентября 1988, Витебск, Белорусская ССР, СССР) — белорусский и российский футболист, вратарь.

## Карьера

### Клубная
Воспитанник витебского футбола. Футболом начал заниматься в 8 лет, а уже в 14 лет перешёл в минское «Динамо», за которое провёл один матч в Кубке Беларуси. В 2007 году вместе с Антоном Амельченко и Юрием Жевновым, пришедшими в клуб несколько раньше, стал игроком клуба российской Премьер-лиги «Москвы». Однако в первую команду пробиться не смог, играя в первенстве молодёжных команд, понял, что хочет играть на более высоком уровне и попросил руководство отпустить его в аренду. В 2008 году играл в аренде в белорусских клубах: могилёвском «Днепре» и «Торпедо» Жодино. За «Днепр» провёл всего одну игру в Высшей лиге Беларуси. За жодинское «Торпедо» дебютировал 10 августа 2008 года в матче с могилёвским «Савитом», проведя всю игру. По окончании аренды вернулся в «Москву». В марте 2010 года подписал двухлетний контракт с астраханским «Волгарём-Газпромом», выступавшим в Первом дивизионе. Однако через два матча в июне контракт по обоюдному согласию был расторгнут, и Гаврилов вернулся в Беларусь вновь в жодинское «Торпедо», заключив рабочее соглашение на полгода. По истечении срока контракта в качестве свободного агента отправился на просмотр в курский «Авангард», с которым в итоге 13 февраля 2011 года подписал контракт. За курский клуб дебютировал 2 мая в матче третьего тура Первенства России с саратовским «Соколом». По окончании сезона 2011/12 покинул «Авангард». 13 июля 2012 года было объявлено о том, что Гаврилов заключил однолетнее соглашение с подмосковными «Химками».
В начале июня 2013 года перешёл в волгоградский «Ротор», но на поле появлялся эпизодически. В результате, в 2014 году уже не числился даже на скамейке запасных, находясь в поисках нового клуба.
В июле 2014 года перешёл в солигорский «Шахтёр», где стал вторым вратарём после Артура Котенко. В феврале 2015 года состав «Шахтёра» пополнил опытный вратарь Владимир Бушма, после чего Гаврилов выпал из основной обоймы клуба. В марте, разорвав контракт с «Шахтёром», перешёл в микашевичский «Гранит», в составе которого был основным вратарём.
В феврале 2016 года вернулся в Россию, подписав контракт с клубом «Луч». В составе клуба из Владивостока играл в основном составе. В июне 2017 года вновь стал игроком «Ротора», однако в сентябре того же года покинул команду.
В 2017 году проходил обвиняемым по делу о договорных матчах во время выступления за «Гранит». В октябре по результатам дела игроку был присуждён штраф в размере 11,5 тысяч рублей. В феврале 2018 года получил от Дисциплинарного комитета АБФФ пожизненную дисквалификацию.

### В сборной
В начале ноября 2008 года только что назначенный главный тренер молодёжной сборной Беларуси Георгий Кондратьев вызвал Гаврилова на сбор команды перед товарищеской игрой со сборной Кипра. 11 февраля 2009 года сыграл в турецком Белеке первый матч за сборную с молодёжной сборной России, завершившийся победой белорусов со счётом 3:1. Всего за молодёжную сборную Беларуси провёл три встречи, в которых пропустил три мяча.

## Достижения
- Обладатель Кубка Беларуси: 2013/14
- Бронзовый призёр чемпионата Беларуси: 2014
- Серебряный призёр зоны «Центр» Второго дивизиона России: 2011/12

## Клубная статистика
| Команда          | Сезон            | Чемпионат        | Чемпионат | Чемпионат | Кубок | Кубок | Итого | Итого |
| Команда          | Сезон            | Уров.            | Игры      | Голы      | Игры  | Голы  | Игры  | Голы  |
| ---------------- | ---------------- | ---------------- | --------- | --------- | ----- | ----- | ----- | ----- |
| Молодечно        | 2005             | II               | 19        | -35       | 0     | 0     | 19    | -35   |
| Динамо (Минск)   | 2006             | I                | 0         | 0         | 1     | 0     | 1     | 0     |
| Днепр            | 2008             | I                | 1         | −1        | ?     | ?     | 1*    | −1*   |
| Торпедо          | 2008             | I                | 13        | −17       | ?     | ?     | 13*   | −17*  |
| Волгарь-Газпром  | 2010             | II               | 2         | −6        | 0     | 0     | 2     | −6    |
| Торпедо          | 2010             | I                | 3         | −6        | ?     | ?     | 3*    | −6*   |
| Авангард (Курск) | 2011/12          | III              | 25        | −23       | 2     | −3    | 27    | −26   |
| Химки            | 2012/13          | II               | 20        | −23       | 3     | −3    | 23    | −26   |
| Ротор            | 2013/14          | II               | 4         | −9        | 1     | 0     | 5     | −9    |
| Шахтёр           | 2014             | I                | 4         | −3        | 1     | 0     | 5     | −3    |
| Гранит           | 2015             | I                | 26        | −32       | ?     | ?     | 26*   | −32*  |
| Луч              | 2015/16          | II               | 6         | −5        | 0     | 0     | 6     | −5    |
| Луч              | 2016/17          | II               | 27        | −25       | 1     | -1    | 28    | −26   |
| Ротор            | 2017/18          | II               | 4         | −7        | 0     | 0     | 4     | −7    |
| Всего за карьеру | Всего за карьеру | Всего за карьеру | 154       | −192      | 9*    | −7*   | 75*   | −91*  |

Примечание: знаком * отмечены ячейки, данные в которых возможно больше указанных.